# Pàtria del Friül
Pàtria del Friül (friülès Patrie dal Friûl) fou l'apel·latiu que va rebre, del 1077 al 1420, l'estat del Patriarca d'Aquileia, que en molts aspectes funcionà com un veritable estat fins que fou annexat a la República de Venècia el 1420.

## L'estat patriarcal d'Aquileia
El 3 d'abril de 1077 el patriarca Sigeard de Beilstein va obtenir de l'emperador Enric IV, per la seva lleialtat al poder imperial, la investidura de Duc de Friül i Marquès d'Ístria amb el títol de príncep, fent del Principat Eclesiàstic d'Aquileia un feu directe del Sacre Imperi Romanogermànic.
Aquesta línia proimperial, continuada els successors de Sigeard, que durant molt de temps foren d'origen germànic, els va permetre consolidar la Pàtria del Friül com un estat, que va incloure sovint els territoris de Trieste, Ístria, Estíria, Caríntia i Cadore. Durant el patriarcat de Volcher (1204-1218) es va donar gran impuls al comerç i els negocis, es va millorar la xarxa de carreteres i es desenvolupà una important activitat cultural. El seu successor Bertold (1218 - 1251) va afavorir la ciutat d'Udine, que en poc temps va passar de ser una vila a metròpoli. L'actual Cividale del Friuli, va ser la seu del Patriarcat de Friuli fins a 1238, quan el patriarca es va traslladar a Udine, que es convertirà cada vegada més important i alhora capital institucional de Friül.
Els intents de conquesta dels prínceps gibel·lins Ezzelí III da Romano i Mainard III, comte de Gorizia, van obligar al patriarca a buscar ajuda del partit adversari (el güelf) aliant-se amb la República de Venècia i amb el duc de Caríntia. Però després de ser un temps un element destacat en la Lliga Güelfa va decaure. El patriarca ja no podia mantenir la cohesió entre les ciutats i esdevingueren freqüents les traïcions, conspiracions i lluites entre vassalls. El comte de Gorizia es convertí en el principal adversari de l'autoritat patriarcal. En 1281 va esclatar un conflicte amb la República de Venècia per la possessió de part de Istria.
Sota el patriarcat de Bertran (1334 - 1350) es va recuperar novament l'esplendor. Va obtenir nombrosos èxits en els camps militar i diplomàtic sense descuidar les seves funcions com a Bisbe. El 6 de juny de 1350, quasi norantè, va ser assassinat en una conspiració dirigida pel comte de Gorizia i la ciutat de Cividale. El Patriarca Marquardo de Randeck (1365-1381) recolzà totes les lleis emanades de la Constitutiones Patriae Foriiulii, base del dret friülès, que promulgà l'11 de juny de 1366. Va seguir-hi un període de conflictes interns entre les ciutats d'Udine, que rebia el suport dels venecians, i de Cividale, amb suport de les viles furlanes i del rei d'Hongria. El 1411 Friül fou un camp de batalla entre l'exèrcit imperial (amb suport de Cividale) i el venecià (amb suport d'Udine). Pel desembre els imperials s'empararen d'Udine i el 1412 fou nomenat patriarca Lodovico de Teck. Però el 13 de juliol de 1419 els venecians ocuparen Cividale i es prepararen per a la conquesta d'Udine, que es realitzà el 7 de juny de 1420. Poc després van caure Gemona del Friuli, San Daniele, Venzone i Tolmezzo i s'acabà l'estat friülà.

## L'annexió a la República de Venècia
El 1445, després de la derrota del patriarca Lodovico Trevisan, el territori del patriarcat passà definitivament a la República de Venècia, que amb el nom de Patrie del Friuli el va incorporar al Domini de Terraferma. Al cap de la nova entitat hi va posar un Provveditore Generale o Luogotenente, que residia a Udine i continuà consolidant el seu poder en el Consell General.
El territori fou sotsdividit en vuit districtes, quatre del dic del Tagliamento i quatre fora del dic, mentre als regiments i les ciutats i castells hi foren enviats magistrats venecians per a refermar les autoritats local. El 1797, amb la caiguda de la República de Venècia i el tractat de Campo Formio, els territoris friülans passaren a mans d'Àustria.

## Parlament de Friül
L'estat patriarcal del Friül es va imposar com una de les més amples i potents formacions polítiques de l'època, des de la seva constitució fins al segle xii, quan es va dotar d'un parlament, màxima institució de l'estat. Era un organisme assembleari on no sols hi participaven els nobles i el clergat, sinó també el poble. La primera reunió va tenir lloc el 6 de juliol de 1231, i hi participaren representants de les ciutats d'Aquileia, Cividale del Friuli, Gemona del Friuli, Sacile, Tolmezzo i Udine. Posteriorment hi participaren de Caneva, Fagagna, Marano, Meduna, Monfalcone, Portogruaro, Venzone i San Vito al Tagliamento.
La vida d'aquesta institució es va allargar durant més de sis segles, es va mantenir durant la dominació veneciana tot i que va perdre bona part del seu poder. Era integrat per 70 membres anomenats voci: 13 de ciutats i pobles, 12 pels clergues i 45 per la noblesa rural. La seva última reunió es va fer el 1805 i fou abolit per Napoleó Bonaparte.